# Johann Čuch von Zásada
Johann Čuch von Zásada (tschechisch: Jan Čuch ze Zásady; † um 1408) war von 1380 bis 1399 Untermarschall und später Hofmarschall des römisch-deutschen Königs Wenzel IV. sowie Vorsitzender der Landparlamente. Er war auch als Diplomat und Schlichter bekannt. 
Čuch lebte auf seinem Hof in Lobkovice. Er war beim Herrscher so beliebt, dass dieser seinetwegen innenpolitische Unruhen in Kauf nahm. Als es 1384 zu Auseinandersetzungen Čuchs mit dem Prager Erzbischof Johann von Jenstein wegen des Baus eines Wasserwehrs an der Elbe kam, ließ Wenzel den Erzbischof auf der Burg Karlštejn einsperren und überfiel mit dem Heer das erzbischöfliche Eigentum, das aus rund 400 Dörfern und Höfen bestand, und konfiszierte es. Während dieser Unruhen, die das ganze Land erfassten, wurde in Böhmen das erste Mal Schießpulver eingesetzt.
Nach der Entmachtung Wenzels endete nach 1395 auch die Karriere seines Hofmarschalls. Nachdem 1397 vier der engsten Anhänger Wenzels wegen Verrats hingerichtet wurden, gab er seine Ämter auf. 1400 verkaufte er seinen Hof in Lobkovice. 1408 erwarb er Navarov mit den Höfen Jesenné und Stanové.
1408 wurde er Schreiber des Erzbischofs, starb jedoch schon zwei Jahre später auf der Burg Navarov. Er hinterließ die Söhne, Peter (Petr) und Nikolaus (Mikuláš).
| Personendaten    | Personendaten                       |
| ---------------- | ----------------------------------- |
| NAME             | Čuch von Zásada, Johann             |
| ALTERNATIVNAMEN  | Jan Čuch ze Zásady                  |
| KURZBESCHREIBUNG | königlicher böhmischer Hofmarschall |
| GEBURTSDATUM     | 14. Jahrhundert                     |
| STERBEDATUM      | um 1408                             |
| STERBEORT        | Burg Navarov                        |